# Oskar-Maria-Graf-Gymnasium
Das staatliche Oskar-Maria-Graf-Gymnasium Neufahrn b. Freising (kurz: OMG) ist ein naturwissenschaftlich-technologisches und neusprachliches Gymnasium in der bayerischen Gemeinde Neufahrn bei Freising. Im Schuljahr 2023/24 besuchten 961 Schüler das Gymnasium. Der Schulbetrieb begann nach der Fertigstellung des Schulgebäudes 1996.

## Namenspatron

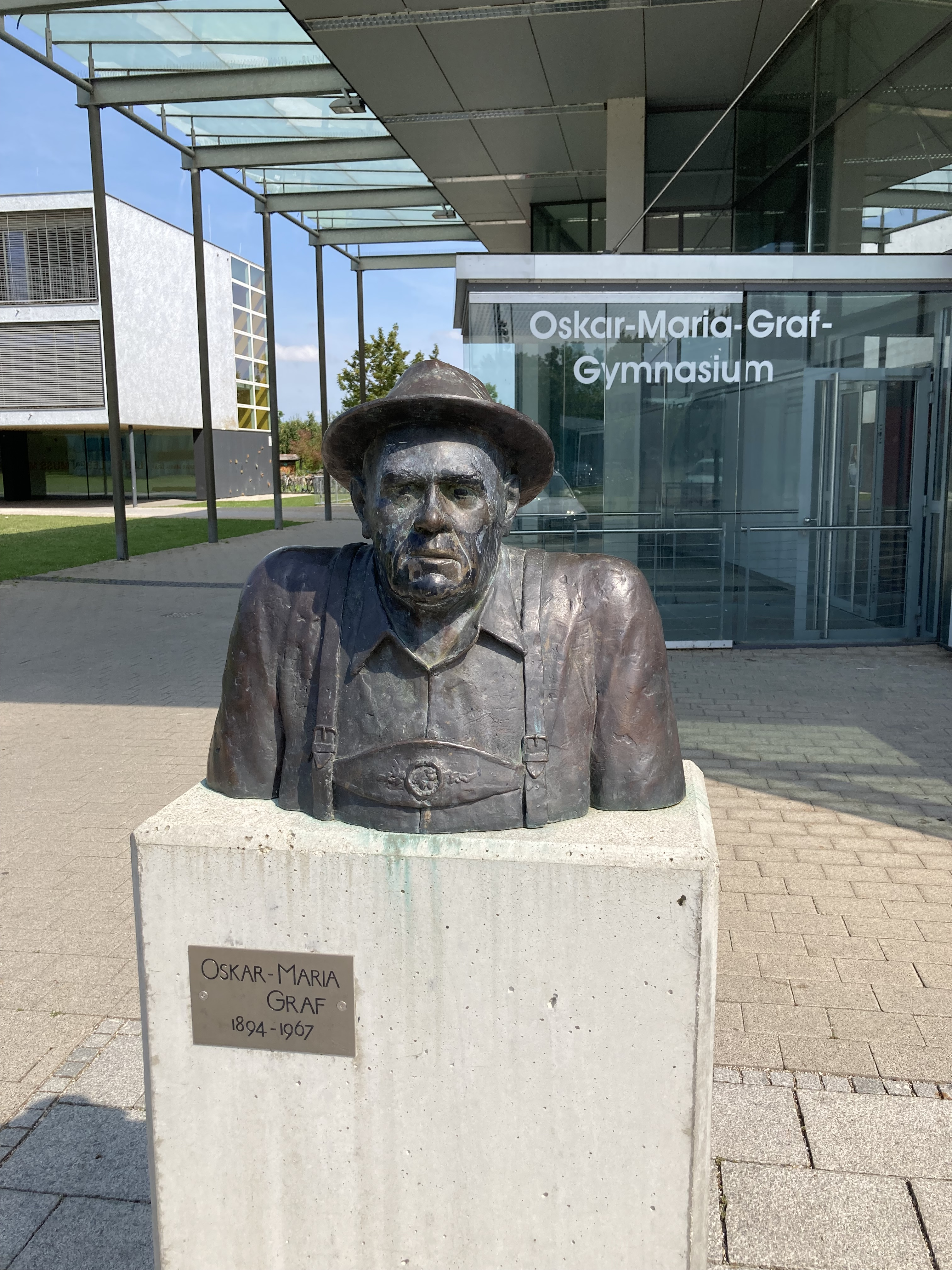
Bronzebüste Oskar Maria Graf des P-Seminars 2013/15 „Oskar Maria Graf – a crazy man“

Der Namenspatron des OMG ist der bayrische Schriftsteller Oskar Maria Graf (1894–1967), der bekannte Werke wie Das Leben meiner Mutter und Der Abgrund, aber auch Wir sind Gefangene und Gelächter von außen schrieb. Vor der einzigen nach Oskar Maria Graf benannten Schule steht seit 2014 eine Büste des Namenspatrons. Den Namen gab der Schule der erste Schulleiter Herbert Dombrowsky.

## Geschichte und Bau

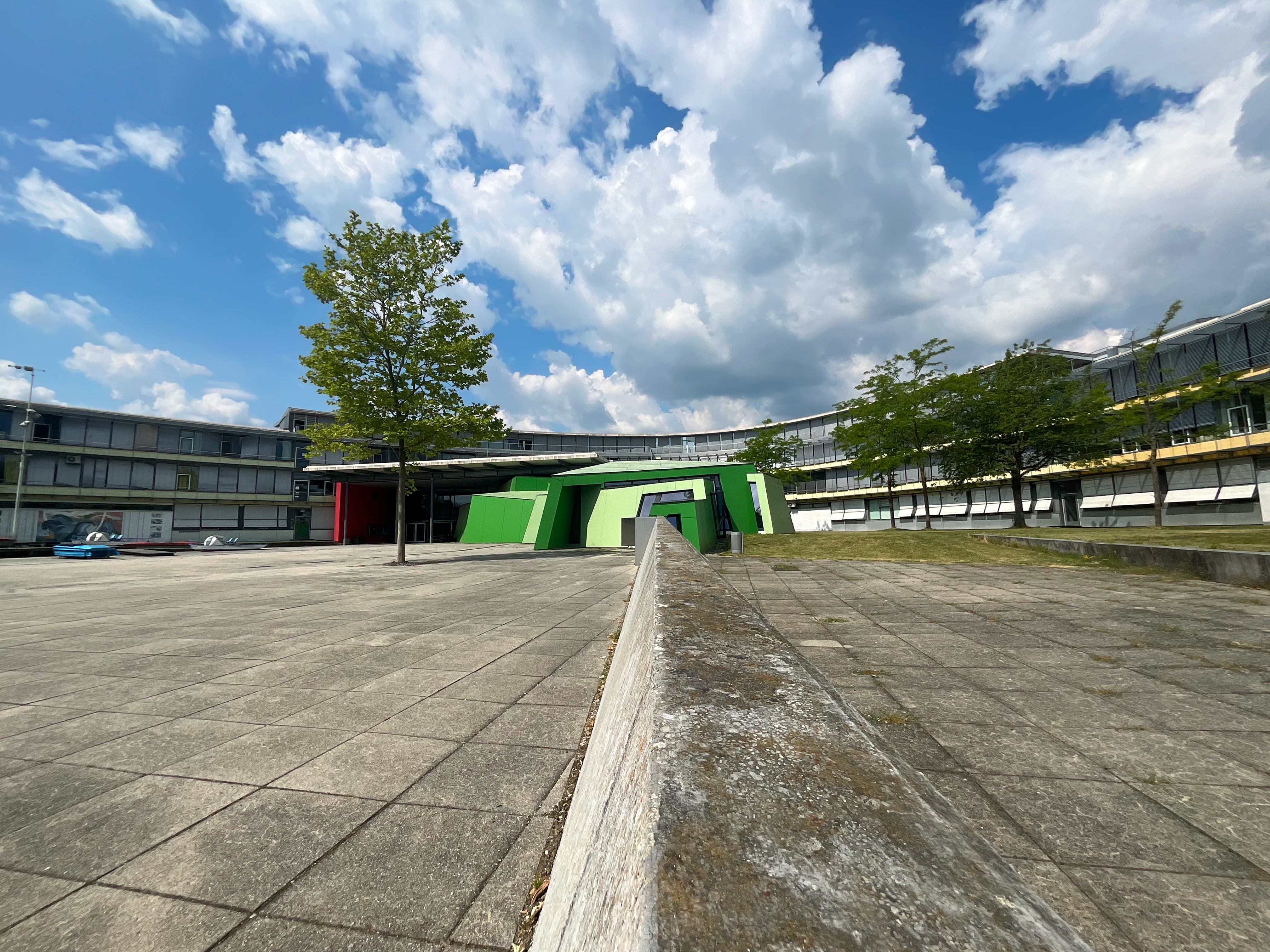
Hauptgebäude und Musiktrakt Oskar-Maria-Graf-Gymnasium Neufahrn

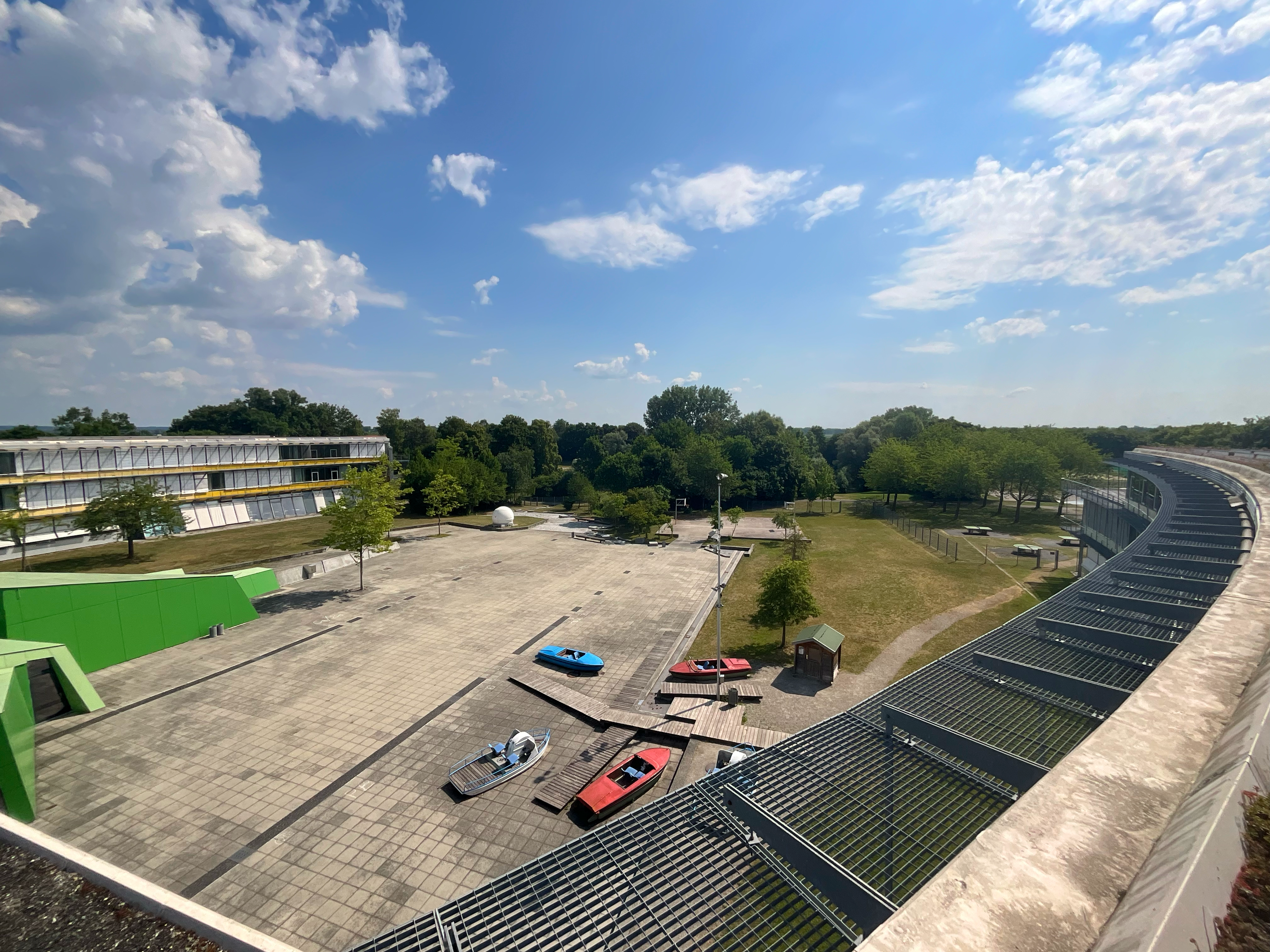
Hauptgebäude Oskar-Maria-Graf-Gymnasium Neufahrn

Zu Beginn der 1990er wurde nach einem neuen Ort für eine Schule im Landkreis Freising gesucht. 1991 wurden zwei fünfte Klassen des Garchinger Gymnasiums in der Mittelschule Neufahrn untergebracht. 1993 wurde ein Architekturwettbewerb gestartet und 1995 begann der Bau des Hauptgebäudes. Nach dessen Fertigstellung 1996 begann das erste Schuljahr mit rund 420  Schülern. 1998 erhielt der Architekt Hein Goldstein den Holzbaupreis Bayern für die Musikräume des Gymnasiums.
Im Frühjahr 2011 erfolgte der erste Spatenstich für den Bau einer Mensa. Dieser wurde im September 2012 fertiggestellt.
Der Mensa folgte ein Erweiterungsgebäude: der Zeppelin. Der Baubeginn war Sommer 2012 und Fertigstellung Februar 2013. Das Gebäude schaffte acht weitere Klassenzimmer mit einer Nutzfläche von 870 Quadratmetern.

## Lage
Das Gymnasium liegt am nordöstlichen Rand Neufahrns. In der Nachbarschaft liegt die Jo-Mihaly-Mittelschule, mehrere Einkaufsmöglichkeiten und eine S-Bahn-Station. Durch diese erreichen  Schüler, v. a. aus Eching, die Schule.

## Schulleiter
- Herbert Dombrowsky (1996–2007)
- Robert Tumpeck (2007–2009)
- Franz Vogl (2009–2019)
- Juliane Stubenrauch-Böhme (2019–2021)
- Stefan Bäumel (seit 2021)

## Ausbildung
Für alle Schüler der 5. Klassen ist die erste zu lernende Fremdsprache verpflichtend Englisch. Für die 6. Klasse dürfen die  Schüler für ihre zweite Fremdsprache zwischen Französisch und Latein wählen. Für die 8. Klasse wird zwischen dem naturwissenschaftlichen und sprachlichen Zweig gewählt, wobei  Schüler, die als zweite Fremdsprache Französisch wählen, die Option des sprachlichen Zweigs wegfällt.

## Auszeichnungen und Projekte

### Auszeichnungen
- MINT-freundliche Schule[9]
- Deutscher Lehrerpreis 2019[9][10]
- Schulpreisträger isi Digital 2019[9][11]
- Schulpreisträger der Dieter Schwarz Stiftung 2020[9][12]
- Gute gesunde Schule 2023[9][13]
- Digitale Schule 2023[9][14]

### Zertifikate
- DELF-Schule[9]
- Erasmus+-Schule[9]
- Projektschule Jugend debattiert[9]
- Schule ohne Rassismus – Schule mit Courage[9][15]

### Netzwerke
- Referenzschule der Technische Universität München – School of Education[9][16]
- Forum Bildung Digitalisierung[9]
- Netzwerk Smart-School by bitcom[9]

### Projekte
- Tanzprojekt: Schülerinnen und Schüler der Wahlkurse in Tanz und Akrobatik führen jährlich an drei Abenden im Juli ein gemischtes Programm von Showeinlagen und Choreografien auf.[17]
- Projekt „Quellen- und Informationskompetenz praktisch erlernen mit Wikipedia“ für die Jahrgangsstufen 9–13[18]
- Kunstprojekt „Greens – Spontan-Kunst“ der Offenen Ganztagsschule[19]